# CBBC (canal de televisão)
CBBC (abreviatura de Children's BBC, e por vezes referido como o canal CBBC) é um canal de televisão infantil britânico, pertence pela British Broadcasting Corporation.
Lançado em 11 de fevereiro de 2002 no Reino Unido como um spin-off da rede infantil da BBC com o mesmo nome, o CBBC transmite por quatorze horas por dia, das 7:00 às 21:00 horas.
O CBBC é voltado principalmente para espectadores de 10 a 19 anos de idade;um canal irmão conhecido como CBeebies serve um público mais jovem. O CBBC foi eleito o canal do ano nos prêmios BAFTA para crianças em novembro de 2008 e 2015. O canal tem uma média de 300.000 espectadores diariamente.
O canal originalmente compartilhava a largura de banda na plataforma de televisão digital terrestre com a BBC Knowledge an, e depois com a BBC Three , exigindo que o CBBC assinasse às 19:00 horas diariamente. A partir de 11 de abril de 2016, após o encerramento do serviço de televisão linear BBC Three, o CBBC alargou o seu dia de transmissão em duas horas.
Em 22 de agosto de 2008, a BBC anunciou que o canal estaria disponível ao vivo em seu site a partir de 16 de setembro.
O alcance do CBBC foi ampliado com a inclusão do canal na linha Sky na República da Irlanda em 12 de maio de 2011. O British Forces Broadcasting Service oferece aos espectadores mais jovens CBBC e CBeebies desde 1 de abril de 2013, quando substituiu o BFBS Kids.

## Gestão
Junto com o CBBC , o canal CBBC é operado pelo departamento de crianças da BBC dentro da BBC e faz parte do grupo BBC North.
A BBC Children's foi originalmente baseada na Torre Leste da BBC Television Center desde o início do departamento, mas mudou-se para a MediaCityUK em Salford em setembro de 2011, e os links de apresentações ao vivo usados durante o dia agora são gravados e transmitidos a partir daí. O canal é responsável pelo diretor do canal CBBC, Damian Kavanagh, no posto desde 2009, e pelo diretor do Joe Godwin, da BBC Children, nomeado em 2009 e responsável por toda a direção do canal e sua contraparte.

## Programação
A missão do CBBC é fornecer uma ampla gama de conteúdo diferenciado de alta qualidade para crianças de 6 a 12 anos, incluindo comédia, entretenimento, drama, animação, notícias e factuais. A grande maioria deste conteúdo deve ser produzido no Reino Unido. O CBBC deve fornecer um ambiente estimulante, criativo e agradável que também seja seguro e confiável. O serviço deve ter um foco particular na aprendizagem informal, com ênfase no incentivo à participação.
A saída de programação do canal CBBC é muito semelhante à vertente mostrada na BBC One. O canal geralmente complementa essa vertente com programas mostrados anteriormente em relação aos canais terrestres, repetições ou séries inteiras exibidas em um dia, juntamente com outras comissões exclusivas.
Live-action
- 4 0' Clock Club (2012-)[6]
- Absolute Genius with Dick and Dom (2013-)
- Ali-A's Superchargers (2017-)
- Almost Never (2019-)
- All Over the Place (2011-)
- All Over the Workplace (2016-)
- Art Ninja (2015-)
- Backshall's Deadly Adventures (2015-)
- Beyond Bionic (2018-)[7]
- Blue Peter (1958-)
- Brain Freeze (2015-)
- Cinemaniacs (2015)
- Class Dismissed (2016-)
- Copycats (2009-)
- The Dengineers (2015-)
- The Dog Ate My Homework (2015-)
- Danny and Mick (2019-)
- The Dumping Ground (2013-)
- Got What It Takes? (2016-)
- Gym Stars (2018-)
- Hacker Time (2011-2016)
- Hank Zipzer (2014-2017)
- Hetty Feather (2015-)
- Horrible Histories (2009-2013, 2017-)
- Gory Games (2011-)
- Ice Stars (2015-)
- Jamie Johnson (2016-)
- Joe All Alone (2018-)[7]
- Junior Bake Off (2011-)
- Katy (2018-)[7]
- Lifebabble (2016-)
- Lift Music (2018-)
- Marrying Mum and Dad (2012-)
- Match of the Day Kickabout  (2011-)
- Matilda and the Ramsay Bunch (2015-)
- Millie Inbetween (2014-)
- My Life (2009-)
- Naomi's Nightmares of Nature (2014-)
- Newsround (1972-)
- The Next Step (2013-)
- Now You See It[8] (2016-)
- Odd Squad (2014-)
- Officially Amazing (2013-)
- Operation Ouch! (2012-)
- Our School (2014-)
- The Pets Factor (2017-)
- The Playlist (2017-)
- Rank the Prank (2016)
- Raven (2002-2010, 2017-)
- Remotely Funny (2017-)
- Sam & Mark's Big Friday Wind-Up (2011-)
- Saturday Mash-Up! (2017-)
- Shaun the Sheep (2007-)
- Show Me What You're Made Of (2011-)
- Sketchy Comedy (2018-)
- Só Awkward (2015-)
- Stepping Up (2012-)
- Taking the Next Step (2016-)
- Track Beaker Returns (2010-2013)
- Top Class (2016-)
- Ultimate Brain (2014-)
- Whoops I Missed the Bus (2016-)
- Whoops I Missed Newsround (2016-)
- Wild and Weird (2015-)
- Wolfblood (2012-)
- The Worst Witch (2017-)
- Young Dracula (2006-2014)
- The Zoo (2017-)[9][10]

Séries de animação
- Arthur (1996-2022)
- Danger Mouse (2015-2019)
- The Deep (2015-)
- Diddy TV (animação de fantoches) (2016-)
- Dennis & Gnasher: Unleashed! (2017-)
- Dragons (2010-)
- The Epic Tales of Captain Underpants (2019-)
- Littlest Pet Shop: A World of Our Own (2019-)
- OOglies (2009-)
- Scream Street (2015-)
- Shaun the Sheep (2007–2017)
- Strange Hill High (animação de fantoches)  (2013-2014)
- Zig and Zag (2016)
- Zig and Zag Zogcasts (2016)

## Apresentação
O canal CBBC teve uma apresentação relativamente semelhante à do seu homólogo de vertente. O logotipo permaneceu consistente até 2016 como o serviço; pintas de cor verde no início de sua vida e o logotipo verde e branco de setembro de 2007 até hoje. O logotipo hoje é todas as cores diferentes ao contrário do último. O canal utilizou principalmente apresentadores do serviço principal, com alguns apresentadores aparecendo principalmente no novo canal; Gemma Hunt e Anne Foy são exemplos notáveis e aparecem consistentemente até agosto de 2007. No início de setembro de 2007, juntamente com o relançamento, os mesmos apresentadores do canal CBBC também apareceriam no CBBC na BBC One and Two.
Quando o canal foi lançado, a apresentação estava localizada no TC2, no BBC Television Center , onde o canal compartilhava as instalações do estúdio com o programa original do canal, o Xchange . Isso mudou no outono de 2004, quando o canal mudou para o TC9, seguindo os links normais do CBBC, para TC1 0; no entanto, isso foi alterado em março de 2006, de modo que todos os links do canal CBBC e CBBC estavam localizados no TC9. Uma mudança adicional ocorreria em 4 de dezembro de 2006, quando todas as saídas foram movidas para uma chave Chroma definida no TC12, e foi apresentado por apenas um apresentador. Esta curta decisão ao vivo durou até o relançamento de 2007, que envolveu um novo conjunto de "escritórios" sendo construído, inicialmente no TC12 e depois em uma nova instalação de estúdio na Torre Leste do Centro de Televisão.
Em 2011, o Canal CBBC mudou-se para o MediaCityUK e foi apresentado desde 5 de setembro. O Escritório passou por uma série de reformulações desde então, 2 em 2015, sendo a primeira uma pequena alteração por causa do aplicativo Go CBBC e outra em maio, que alterou completamente parte da estrutura, adicionando um post chute e um Up Próxima tela, e 1 até agora em 2016, devido à nova aparência do canal, ganhando uma mesa menor, uma tela extra Próxima Próxima e renomeando-a 'CBBC HQ'.

## Outros serviços
A partir de 2013, o CBBC Extra passou a ser acessado também pelo site do CBBC.
O CBBC Extra é um serviço de televisão interativa gratuita do CBBC fornecido pelo BBC Red Button.
É acessível a partir do canal CBBC pressionando vermelho e selecionando CBBC extra no menu principal.
Ele também pode ser acessado de qualquer outro canal da BBC pressionando vermelho e indo para o número de página 570. O serviço difere entre as plataformas digitais, por exemplo, os espectadores do Sky podem acessar um loop de vídeo. Sua disponibilidade na TDT depende do BBC Red Button não mostrar outros serviços interativos, como a cobertura de grandes eventos esportivos.
O serviço oferece vários recursos, incluindo o Newsround., Horóscopos, Chris / Dodge's Blog, conteúdo do espectador e piadas e outros elementos interativos.
O site do CBBC oferece uma ampla gama de atividades para espectadores com idade entre 6 e 15 anos, como jogos, vídeos, quebra-cabeças, páginas imprimíveis, quadros de avisos pré-moderados e feeds de notícias atualizados com freqüência. Ele contém páginas para a maioria de sua programação atual com vários conteúdos em cada um. Há também micro-sites do Newsround e do MOTD Kickabout ", que proporcionam às crianças notícias e esportes, bem como o CBBC iPlayer para reproduzir os programas do CBBC por até trinta dias.

### CBBC HD
Em 16 de julho de 2013, a BBC anunciou que uma transmissão simultânea de alta definição (HD) do CBBC seria lançada no início de 2014.
O canal foi lançado em 10 de dezembro de 2013.
O canal transmite no multiplex HD existente da BBC em TDT e compartilha seu fluxo com BBC Three HD como eles vão ao ar em momentos diferentes.
Antes do lançamento, a maior parte da produção em HD da CBBC foi transmitida na BBC HD antes de seu fechamento em 26 de março de 2013. O canal HD foi adicionado ao Sky EPG na República da Irlanda em 2017.
De 16 de julho a 5 de agosto de 2014, o CBBC HD foi temporariamente removido da Freeview durante os Jogos da Commonwealth de 2014 para permitir que a BBC Three (e BBC Three HD) transmitisse 24 horas por dia, semelhante à remoção do Parlamento da BBC durante os Jogos Olímpicos de 2008 e 2012. .
De 26 de março de 2018 a 17 de abril de 2018, a CBBC HD utilizou o modo de inatividade para deixar a BBC Red Button HD transmitir 21: 00-05: 30 no Sky e no Freeview. Após o encerramento, o CBBC HD começou a usar 24 horas novamente.